# دونالد بومونت دانستن
دونالد بومونت دانستن (انگلیسی: Donald Dunstan; ۱۸ فوریهٔ ۱۹۲۳ – ۱۵ اکتبر ۲۰۱۱) نظامی و سیاست‌مدار اهل استرالیا بود. وی همچنین برندهٔ جوایزی همچون نشان استرالیا، نشان امپراتوری بریتانیا و نشان حمام شده‌است.